# Biturix rhodogaster
Biturix rhodogaster là một loài bướm đêm thuộc phân họ Arctiinae, họ Erebidae.